# Pomacentrus caeruleus
Pomacentrus caeruleus là một loài cá biển thuộc chi Pomacentrus trong họ Cá thia. Loài này được mô tả lần đầu tiên vào năm 1825.

## Từ nguyên
Tính từ định danh caeruleus trong tiếng Latinh có nghĩa là "có màu xanh dương", hàm ý đề cập đến nơi mẫu định danh của loài cá này được thu thập, quần đảo Marshall (thuộc tiểu vùng Micronesia).

## Phạm vi phân bố và môi trường sống
Từ Socotra, P. caeruleus được ghi nhận dọc theo vùng bờ biển Đông Phi đến Durban (Nam Phi), băng qua các đảo quốc ngoài khơi là Madagascar, Seychelles, Comoros và Mauritius, trải dài đến Maldives ở phía đông.
P. caeruleus sinh sống tập trung gần những rạn san hô viền bờ hoặc trong các đầm phá, thường là những nơi có nền đáy nhiều đá vụn ở độ sâu đến 20 m.

## Mô tả
Chiều dài lớn nhất được ghi nhận ở P. caeruleus là 10 cm. Toàn cơ thể có màu xanh lam óng, ngoại trừ vùng bụng, vây bụng và vây hậu môn, cuống và vây đuôi cũng như phía sau vây lưng có màu vàng.
Số gai ở vây lưng: 13; Số tia vây ở vây lưng: 14–15; Số gai ở vây hậu môn: 2; Số tia vây ở vây hậu môn: 15–16; Số gai ở vây bụng: 1; Số tia vây ở vây bụng: 5.

## Phân loại học
P. caeruleus thuộc phức hợp loài Pomacentrus coelestis, một nhóm đặc trưng bởi màu xanh sáng trên cơ thể.

## Sinh thái học
Thức ăn của P. caeruleus bao gồm tảo và các loài động vật phù du. Cá đực có tập tính bảo vệ và chăm sóc trứng.